# Eriogonum pulchrum
Eriogonum pulchrum là một loài thực vật có hoa trong họ Rau răm. Loài này được Eastw. mô tả khoa học đầu tiên năm 1931.